# Amanda Cromwell
Pour les articles homonymes, voir Cromwell.
Amanda Caryl Cromwell, née à Washington le 15 juin 1970, est une joueuse et entraîneuse américaine de soccer. Elle évolue durant sa carrière de joueuse au poste de milieu de terrain.

## Biographie
Elle est internationale américaine à 55 reprises de 1991 à 1998. Elle est sacrée championne olympique en 1996 et termine troisième de la Coupe du monde 1995.